# Шишин, Сергей Владимирович
Сергей Владимирович Шишин (род. 16 июля 1963, Вологда) — деятель российских спецслужб, топ-менеджер. Старший вице-президент Банка ВТБ. Генерал-полковник ФСБ.

## Биография
В 1984 году окончил Высшее пограничной училище КГБ СССР. С 1984 по 1986 служил на погранзаставе в Калевальском отряде
С 1986 по 1988 год в спецподразделениях КГБ СССР проходил службу в Афганистане. После окончания в 1990 году Новосибирских высших курсов КГБ служил в военной контрразведке. До 1994 года был начальником отдела, курировал морские части погранвойск на Севере России
С 1994 года — начальник 10-го отдела «Косатка» (с дислокацией в Мурманской области) Управления специальных операций ФСК России (с 1995 года отдел Антитеррористического центра ФСБ России в городе Мурманск). С 1996 года служил в Москве на должности начальника отдела Управления «В» (Группа «Вымпел») Антитеррористического центра ФСБ России. Участник боевых действий в Чечне и Дагестане.
В 1998—2000 годах — Первый заместитель начальника Штаба Центра специального назначения ФСБ России,
В 2000—2002 годах — Первый заместитель начальника Управления ФСБ России по Краснодарскому краю — начальник Службы в г. Сочи,
В 2002—2004 годах — начальник Управления собственной безопасности ФСБ России,
В 2004—2007 годах — руководитель Службы обеспечения деятельности ФСБ России. Курировал шесть Управлений ФСБ России. Член Коллегии ФСБ
В 1999 году окончил Российскую академия гос службы при Президенте РФ. В 2003 году защитил диссертацию на соискание степени кандидата экономических наук (тема работы: «Совершенствование регулирования деятельности субъектов малого бизнеса в российском предпринимательстве»). В 2009 году защитил диссертацию на соискание степени доктора экономических наук (тема работы: «Предпринимательство в условиях глобализации: основные черты и противоречия»). Профессор
С 01 февраля 2007 года старший вице-президент ОАО "Банк «ВТБ». В 2011—2013 годах заместитель председателя Совета Директоров ОАО ""НК «Роснефть». Член Наблюдательных Советов и Советов Директоров ряда Компаний и Банков
С 2008 года читает курс лекций по экономике в РГГУ (заместитель заведующего кафедрой «Экономическая теория»).

## Публикации
- Малое предпринимательство: сущность, место и роль в национальной экономике. — М.: ОЛМА-ПРЕСС. 2003.
- Государственное регулирование предпринимательской деятельности в условиях глобализации. — М.: «Издательство „Экономика“». 2006.
- Предпринимательство в условиях глобализации. Проблемы и риски. — М.: ОЛМА-ПРЕСС. 2005.
- Предпринимательство в эпоху господства транснациональных компаний — М.: «Издательство „Экономика“». 2006.

## Награды
Награждён более 40 орденами и медалями СССР и РФ, в том числе России: орденом «За заслуги перед Отечеством» III степени с мечами (2000), орденом «Мужества» (1995), орденом «За военные заслуги» (1996), орденом «Почёта» (2005), медалью ордена «За заслуги перед Отечеством» II степени с мечами (1999) и другими. Неоднократно награждался именным огнестрельным и холодным оружием. Почётный Сотрудник контрразведки.